# Laayoune
Laayoune (tiếng Ả Rập Maghreb: لعيون Al-ʿAyyūn/El-Aiun, Laʕyūn; tiếng Tây Ban Nha: El Aaiún; tiếng Pháp: Laâyoune; Berber: ⵍⵄⵢⵓⵏ, Leɛyun; tiếng Ả Rập văn học: العيون al-ʿuyūn, nghĩa là "Những con suối") là thành phố lớn nhất trong lãnh thổ tranh chấp Tây Sahara. Thành phố được thành lập bởi Antonio de Oro, một thực dân Tây Ban Nha, vào năm 1938. Năm 1940, Tây Ban Nha chọn nơi đây làm thủ phủ của Sahara thuộc Tây Ban Nha. Laâyoune (El-Aaiún) là thủ phủ của vùng Laâyoune-Sakia El Hamra quản lý bởi Maroc dưới sự giám sát của lực lượng giữ hòa bình Liên Hợp Quốc ở Tây Sahara (MINURSO).